# Cyathea setosa
Cyathea setosa är en ormbunkeart som först beskrevs av Georg Friedrich Kaulfuss, och fick sitt nu gällande namn av Karel Domin. Cyathea setosa ingår i släktet Cyathea och familjen Cyatheaceae. Inga underarter finns listade.